# 迪士尼郵輪
迪士尼郵輪（英語：Disney Cruise Line，注册名称：Magical Cruise Company Limited）是華特迪士尼樂園及度假區旗下的一間郵輪公司。總裁是Thomas Mazloum。截至2024年，公司擁有六艘郵輪，包括迪士尼魔法號、迪士尼奇妙號、迪士尼夢想號、迪士尼幻想號，迪士尼願望號和迪士尼寶藏號；迪士尼探險號、迪士尼命運號和第四艘待公佈資料的「願望」級（英語：Wish）郵輪則分別計劃於2025年11月20日、2025年12月15日和2029年上旬起航。同時於2024年D23博覽會公開將追加一艘「願望」級郵輪於2027年及另外三艘100,000噸級新郵輪將於2029-2031年間投入服務。

## 歷史

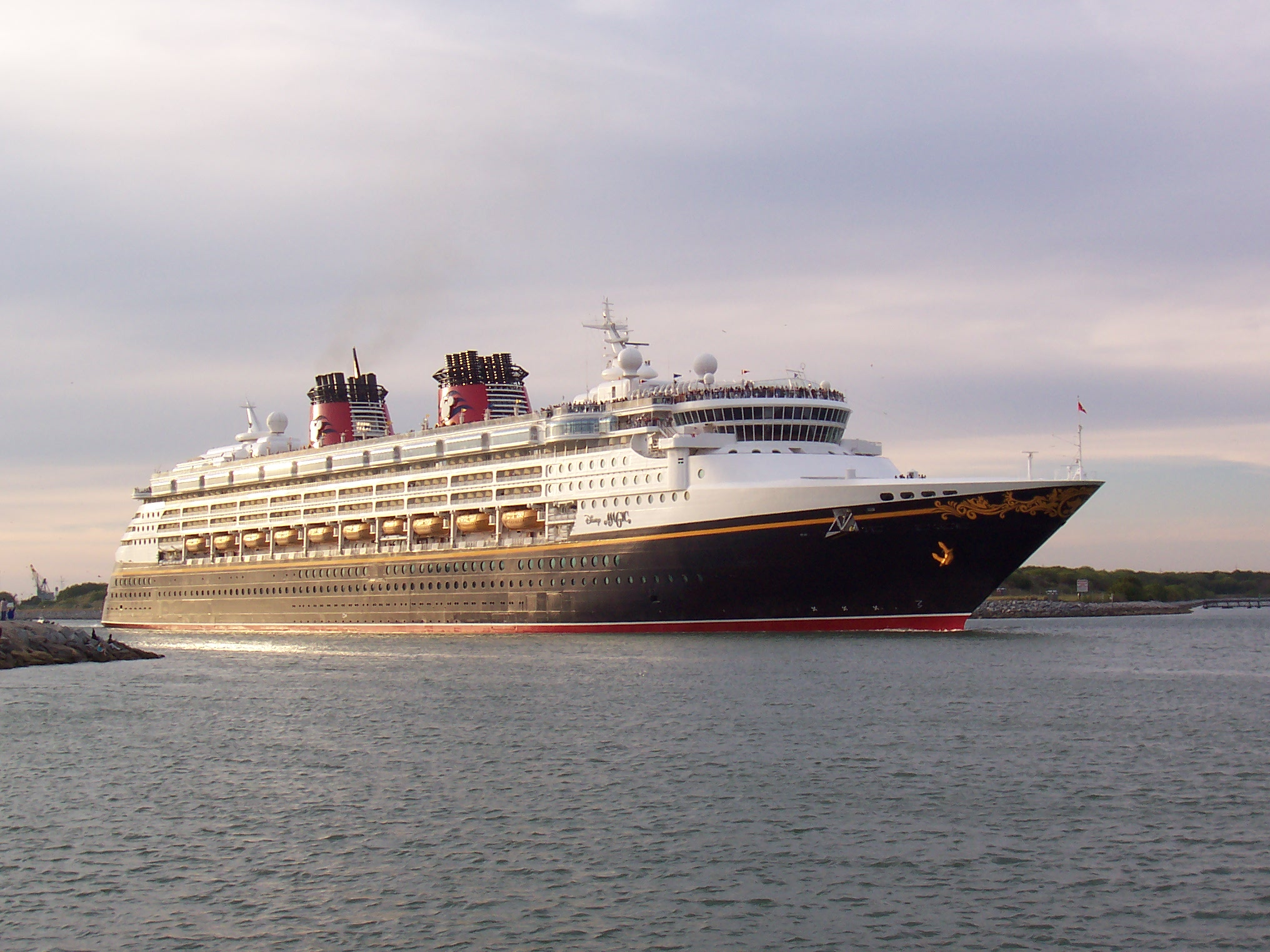
迪士尼魔法號。

迪士尼郵輪公司於1995年成立，同年公司委託意大利的芬坎特里造船公司為其建造兩艘郵輪，迪士尼魔法號和迪士尼奇妙號。兩艘船各有900個船艙，可以容納2,400位乘客。
迪士尼也全資擁有位於巴哈馬群島內的漂流島，它是迪士尼郵輪公司的私人島嶼，只供迪士尼的郵輪獨家在此停泊。

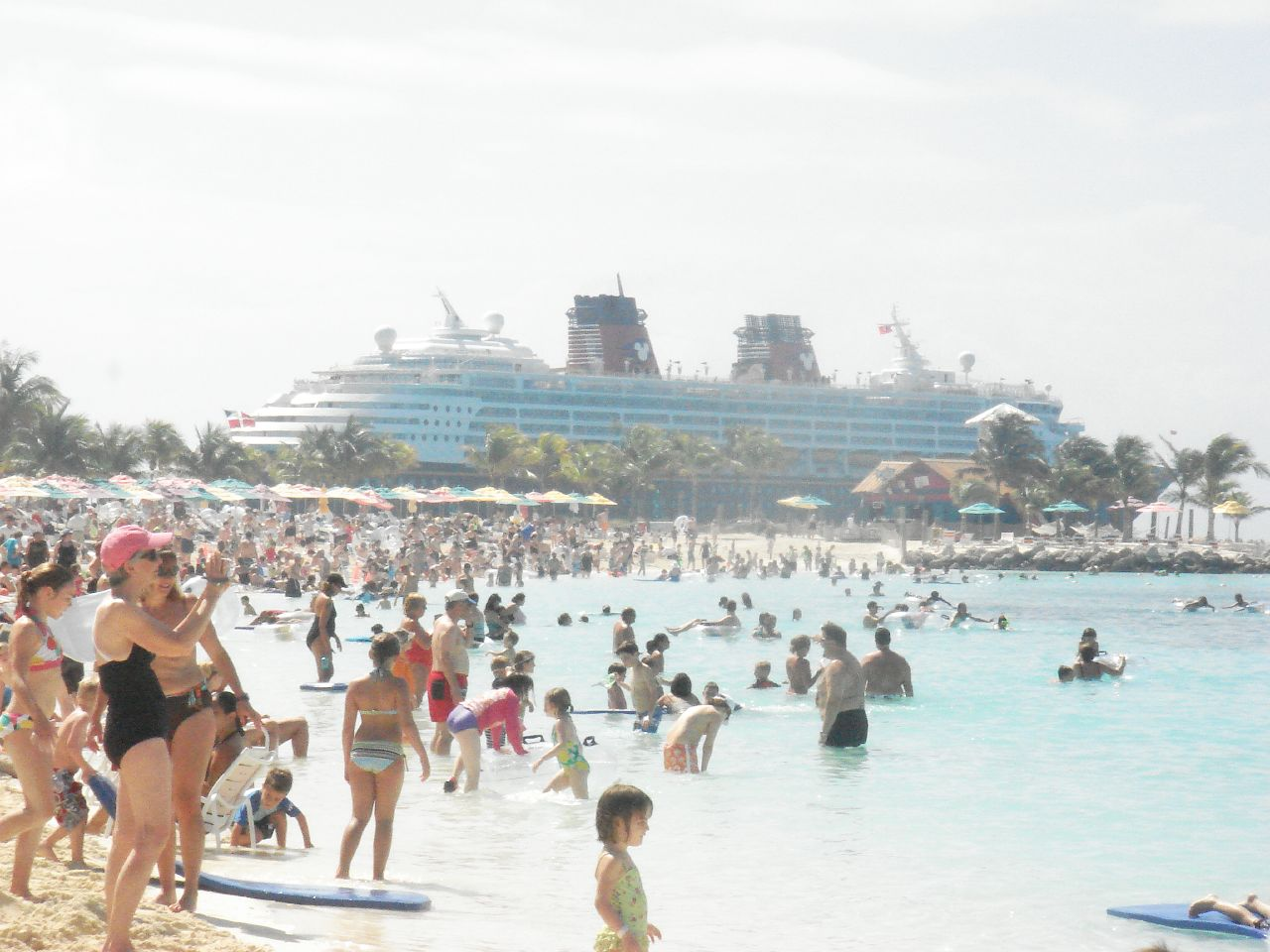
漂流島上的海灘。

2007年迪士尼郵輪公司再委託德國帕彭堡的邁耶爾造船廠建造兩艘更大的郵輪，迪士尼夢想號和迪士尼幻想號。兩艘船各可以容納4,000位乘客。並在第14層設有全球獨有的大水鴨兩棲過山車。
2017年7月31日，迪士尼郵輪在D23展會宣佈，在已整修完成的4艘郵輪之外，將再新建3艘郵輪，預計到2023年將有7艘郵輪服役。新建3艘郵輪排水量各達到13.5萬噸、預計房間數應該都是1,250間。
2018年3月，迪士尼郵輪公司釋出了其新一代遊輪的首次渲染圖。這艘14萬噸的郵輪將由液化天然氣驅動，將容納至少2500名客人。2019年1月，卡納維拉爾港公佈的公共檔案中確認該船級為Triton。
2019年8月25日，第五艘船在D23博覽會上正式宣佈為迪士尼願望號。施工於2020年3月在德國Meyer Werft開始，由於新冠肺炎大流行，交貨日期後來發生了變化。在D23博覽會上還宣佈，長髮公主將在迪士尼願望中扮演船尾角色，華特迪士尼公司釋出了該船的設計模型，包括灰姑娘作為該船的中庭角色。
2021年4月8日，在龍骨鋪設儀式上，宣佈米妮船長將成為迪士尼願望號的核心。2021年4月29日，迪士尼郵輪公司首次觀看了他們的最新船隻 迪士尼願望號，該船將於2022年年中啟航。 迪士尼願望有1250間客艙，還有幾家餐廳、身臨其境的空間和以華特迪士尼電影、漫威電影宇宙、星球大戰和皮克斯角色為主題的體驗，以及世界上第一個迪士尼海上景點AquaMouse。
2022年2月3日，由於造船廠延誤，迪士尼願望號的首次航行從2022年6月9日推遲到7月14 日。2022年2月11日，迪士尼 Wish 在德國帕彭堡完成了她的花車，在那裡，長髮公主首次被曝光。2022年5月，宣佈該船將於6月20日在卡納維拉爾港停靠，隨後於6月29日為新聞媒體和旅遊專家舉行直播洗禮儀式和巡航。
2022年6月9日，迪士尼願望號被正式移交給迪士尼郵輪公司，造船廠表示，該船在跨大西洋航行前往卡納維拉爾港之前駛往葡萄牙和卡斯塔韋礁。她於2022年6月20日抵達卡納維拉爾港，在那裡她受到了米奇和米妮的歡迎。2022年6月21日，由於該船尚未準備就緒，該船的第一次試巡遊被取消。第二天，原定於2022年6月24日舉行的第二次試巡遊也被取消，以專注於洗禮儀式。2022年6月24日，所有過去、現在和未來的許願兒童都被宣佈為船上的教子。 2022年6月29日，迪士尼 願望號正式為迪士尼願望號洗禮，由三個願望兒童大使正式命名，然後為媒體前往漂流島進行為期3晚的洗禮之旅。
2022年9月11日，第六艘船在D23博覽會上正式宣佈為迪士尼寶藏號。這艘船將受到冒險主題的啟發，大廳的靈感來自於鍍金宮殿的宏偉和神秘，它汲取了現實世界亞洲和非洲的靈感，並向阿格拉巴致敬。她將於2024年12月21日，也就是姊妹船迪士尼願望號兩年後，投入使用。
2022年11月27日，該船的第一部分抵達正在施工的Meyer Werft。2023年3月30日，龍骨鋪設儀式在Meyer Werft舉行，龍骨硬幣展示了明尼船長為迪士尼寶藏號準備的新冒險主題服裝Voyager Minnie。2023年7月12日，迪士尼公園部落格開始正式的“船舶日誌”，記錄迪士尼寶藏號的造船過程。這是在2023年7月18日更新的，以首次亮相該船的船尾角色：胡克船長和彼得潘。船體於2023年12月完工。她將於2024年12月21日從佛羅里達州卡納維拉爾港啟航處首航，並將包括前往東加勒比和西加勒比海的7晚航行。

## 船隊
| 郵輪         | 船级 | 客运量 | 客舱  | 投入服務       | 教母/教子       | 船头/中庭/船尾角色                                 | 運營方        | 母港           | 總噸位     | 圖像   | 造船厂       | 參考資料                    |
| ------------ | ---- | ------ | ----- | -------------- | --------------- | -------------------------------------------------- | ------------- | -------------- | ---------- | ------ | ------------ | --------------------------- |
| 迪士尼魔法號 | 魔法 | 2,713  | 875   | 1998年7月30日  | 帕特里夏·迪士尼 | 巫师米奇/舵手米奇/高飞                             | 迪士尼郵輪    | 紐奧良港       | 83,969 GT  |        | 芬坎蒂尼     | [ 2 ]                       |
| 迪士尼奇妙號 | 魔法 | 2,713  | 875   | 1999年8月15日  | 奇妙仙子        | 汽船威利/愛麗兒/唐纳德和外甥                       | 迪士尼郵輪    | 聖地牙哥港     | 84,130 GT  |        | 芬坎蒂尼     | [ 3 ] [ 4 ]                 |
| 迪士尼夢想號 | 梦想 | 4,000  | 1,250 | 2011年1月26日  | 珍妮佛·哈德遜   | 船长米奇/唐纳德上将/巫师米奇                       | 迪士尼郵輪    | 南安普敦港     | 129,690 GT |        | 邁耶爾造船廠 | [ 5 ] [ 6 ] [ 7 ]           |
| 迪士尼幻想號 | 梦想 | 4,000  | 1,250 | 2012年3月31日  | 瑪麗亞·凱莉     | 巫师米奇/米妮小姐/小飞象和老鼠提姆                 | 迪士尼郵輪    | 卡纳维拉尔港   | 129,690 GT |        | 邁耶爾造船廠 | [ 8 ] [ 9 ] [ 10 ]          |
| 迪士尼願望號 | 願望 | 4,000  | 1,254 | 2022年6月29日  | 全體願望童      | 船长米妮/灰姑娘、魯斯佛、傑克和葛斯/樂佩公主       | 迪士尼郵輪    | 卡纳维拉尔港   | 144,000 GT |        | 邁耶爾造船廠 | [ 11 ] [ 12 ]               |
| 迪士尼寶藏號 | 願望 | 4,000  | 1,254 | 2024年12月21日 | 迪士尼員工仝人  | 航海家米妮/茉莉公主、阿拉丁與魔毯/彼得潘與鐵鈎船長 | 迪士尼郵輪    | 卡纳维拉尔港   | 144,000 GT | [ 13 ] | 邁耶爾造船廠 |                             |
| 迪士尼命運號 | 願望 | 4,000  | 1,254 | 2025年11月20日 | 待公布          | 英雄米妮/黑豹和特查拉/蜘蛛俠和蜘蛛機器人           | 迪士尼郵輪    | 埃弗格雷茲港   | 144,000 GT |        | 邁耶爾造船廠 | [ 14 ]                      |
| 待公布       | 願望 | 4,000  | 1,254 | 2029年上旬     | 待公布          | 待公布                                             | Oriental Land | 横濱港         | 144,000 GT |        | 邁耶爾造船廠 | [ 15 ] [ 16 ] [ 17 ] [ 18 ] |
| 迪士尼冒險號 | N/A  | 6,700  | 2,111 | 2025年12月15日 | 待公布          | 船長米奇/魔法師米奇/船長米奇與米妮                 |               | \| 新加坡港 \| | 208,000GT  |        |              |                             |
| 新加坡港     |      |        |       |                |                 |                                                    |               |                |            |        |              |                             |

four more newbuilts

## 外部連結
- 官方網站 （页面存档备份，存于）（英文）